# Tetrastigma gamblei
Tetrastigma gamblei är en vinväxtart som beskrevs av B.V. Shetty & P. Singh. Tetrastigma gamblei ingår i släktet Tetrastigma och familjen vinväxter. Inga underarter finns listade i Catalogue of Life.